# Antonio Curò
Antonio Curò est un ingénieur et un entomologiste amateur italien, né le 21 juin 1828 à Bergame et mort le 10 mai 1906 dans cette même ville.

## Biographie
Ce lépidoptérologiste constitue une importante collection de papillons et fait notamment paraître de 1875 à 1889 son Saggio di un Catalogo dei Lepidotteri d’Italia. Il dirige également la section de Bergame du Club alpin italien.

## Sources
- Cesare Conci et Roberto Poggi (1996), Iconography of Italian Entomologists, with essential biographical data. Memorie della Società entomologica Italiana, 75 : 159-382.